# Остерија Нуова (Пјаченца)
Остерија Нуова је насеље у Италији у округу Пјаченца, региону Емилија-Ромања.
Према процени из 2011. у насељу је живело 137 становника. Насеље се налази на надморској висини од 148 м.